# Autologe chondrocytenimplantatie

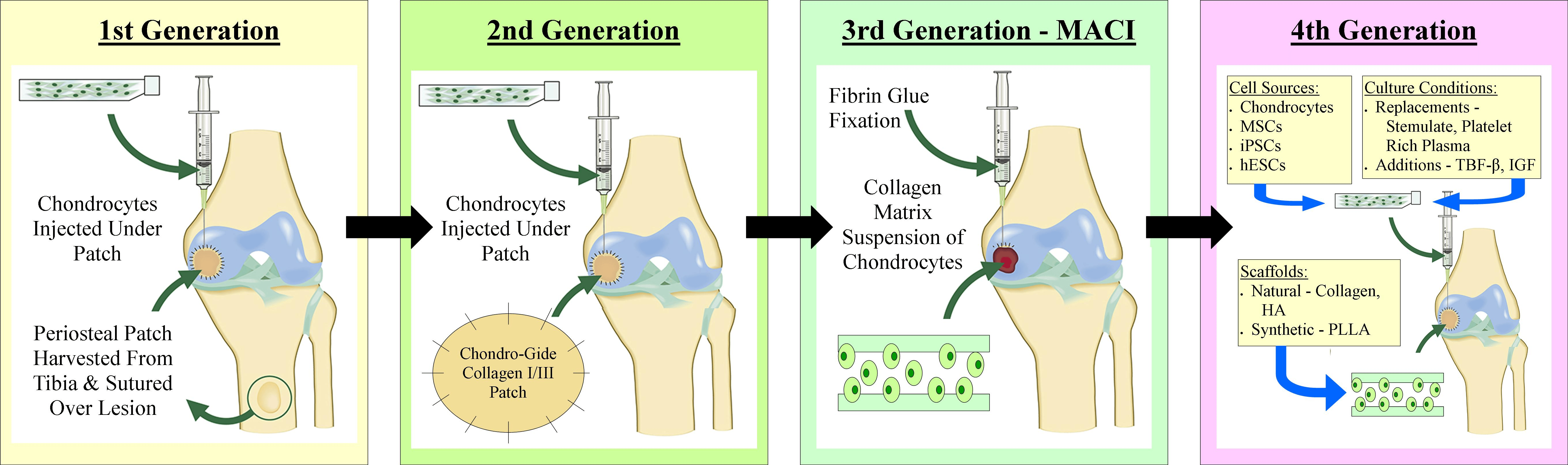
Werkwijze autologe chondrocytenimplantatie

Autologe chondrocytenimplantatie (ACI) is een biomedische behandeling om articulaire kraakbeenletsels te herstellen. ACI verlicht de pijn en vertraagt tegelijkertijd de nood aan een gehele of gedeeltelijke vervanging van het kniegewricht (knievervanging). Dankzij ACI kunnen mensen die met articulaire kraakbeenletsels kampen, hun oude leefgewoonten hervatten, hun mobiliteit terugwinnen, terug gaan werken en zelfs opnieuw aan sport doen.
ACI-ingrepen zijn bedoeld om volledige hyaliene herstelweefsels te vormen om zo articulair kraakbeen te herstellen. Over de laatste 20 jaar heeft deze ingreep aan populariteit toegenomen om articulaire kraakbeenletsels te herstellen.
In 1994 werd deze chirurgische ingreep door Brittberg voor het eerst uitgevoerd bij mensen. Hij boekte goede en veelbelovende resultaten bij 23 patiënten, wat de condyli femoris betreft (Brittberg et al, 1984) Het lijkt ook een veelbelovende techniek te zijn wat de resultaten op lange termijn betreft.

## Hoe werkt een autologe chondrocytenimplantatie?
Deze op cellen gebaseerde herstelprocedure voor articulair kraakbeen verloopt in drie fasen. In een eerste fase wordt 200 à 300 milligram chondrocyten of kraakbeencellen artroscopisch afgenomen op een niet-dragend gedeelte van de fossa intercondylaris of de bovenrand van de condylus medialis femoris of condylys lateralis femoris van de patiënt. Deze geoogste cellen worden dan vier tot zes weken lang in vitro gekweekt in een gespecialiseerd laboratorium, tot er genoeg cellen zijn om ze te herimplanteren op het beschadigde gedeelte van het gewrichtskraakbeen. De patiënt ondergaat dan een tweede behandeling, waarbij de chondrocyten tijdens een openknie-ingreep (ook wel een artrotomie genoemd) op het beschadigde gedeelte worden aangebracht. Deze autologe cellen zouden zich dan aan hun nieuwe omgeving moeten aanpassen door nieuw kraakbeen te vormen. Bij het implanteren worden chondrocyten op het beschadigde gedeelte aangebracht, in combinatie met een membraan (tibiaal periosteum of biomembraan) of voorgezaaid in een scaffold-matrix.